# Edraianthus pumilio
Edraianthus pumilio là loài thực vật có hoa trong họ Hoa chuông. Loài này được (Port. ex Schult.) A.DC. mô tả khoa học đầu tiên năm 1839.